# Donald MacLean (Eishockeyspieler)
Donald „Don“ MacLean (* 14. Januar 1977 in Sydney, Nova Scotia) ist ein ehemaliger kanadischer Eishockeyspieler und -trainer, der im Verlauf seiner aktiven Karriere zwischen 1994 und 2011 unter anderem über 550 Spiele in der American Hockey League (AHL) auf der Position des linken Flügelstürmers bestritten hat. Darüber hinaus absolvierte MacLean weitere 44 Partien für die Los Angeles Kings, Toronto Maple Leafs, Columbus Blue Jackets, Detroit Red Wings und Phoenix Coyotes in der National Hockey League (NHL).

## Karriere
Donald MacLean begann seine Karriere als Eishockeyspieler zur Saison 1994/95 bei den Harfangs de Beauport aus der Ligue de hockey junior majeur du Québec (LHJMQ). Nach einer Saison dort wechselte der Kanadier zum Ligakonkurrenten Titan Collège Français de Laval, ehe er noch in derselben Saison einen Vertrag bei den Olympiques de Hull ebenfalls aus der LHJMQ unterzeichnete. Beim NHL Entry Draft 1995 wurde er in der zweiten Runde an der 33. Position von den Los Angeles Kings aus der National Hockey League (NHL) ausgewählt. In der Saison 1996/97 spielte er ebenfalls für die Olympiques de Hull, bevor er im Sommer 1997 den Sprung in die American Hockey League (AHL) schaffte und dort einen Vertrag bei den Fredericton Canadiens erhielt. Noch in derselben Spielzeit kam MacLean zu 22 Einsätzen bei deren Partnerteam aus der NHL, den Los Angeles Kings.
In der Saison 1998/99 spielte er sowohl für die Springfield Falcons aus der AHL als auch für die Grand Rapids Griffins aus der International Hockey League (IHL). Im Sommer 1999 wechselte er zu den Lowell Lock Monsters, wiederum aus der AHL. Gegen Mitte der Saison 1999/2000 wurde er im Tausch für Craig Charron an die St. John’s Maple Leafs abgegeben, wo er auch die folgende Saison begann. In der Saison 2000/01 kam der Stürmer zu drei Einsätzen in der NHL, diesmal bei den Toronto Maple Leafs. Vor der Saison 2001/02, an deren Ende er die John B. Sollenberger Trophy erhielt, verlängerte der linke Flügelstürmer seinen Vertrag bei den St. John’s Maple Leafs für ein weiteres Jahr. Von 2002 bis 2004 lief MacLean bei den Syracuse Crunch in der AHL auf. In der Saison 2003/04 absolvierte er einige Einsätze in der NHL bei den Columbus Blue Jackets.
Im Sommer 2004 entschied er sich aufgrund des Lockouts in Europa zu spielen. MacLean unterzeichnete einen Vertrag bei den Espoo Blues aus der finnischen SM-liiga. Für die Saison 2005/06 kehrte er wieder nach Nordamerika zurück und stürmte erneut für die Grand Rapids Griffins, die mittlerweile der AHL angehörten. Er erhielt am Saisonende den Willie Marshall Award, den er sich mit Denis Hamel teilte, sowie den Les Cunningham Award und wurde darüber hinaus ins AHL First All-Star Team berufen. Zudem konnte er in drei NHL-Spielen bei den Detroit Red Wings sein Können unter Beweis stellen. Im darauffolgenden Spieljahr ging er für die San Antonio Rampage aus der AHL aufs Eis und nahm wiederum an einigen Spielen in der NHL teil.
Vor der Saison 2007/08 kehrte der Kanadier wieder nach Europa zurück. Er unterzeichnete einen Vertrag bei den ZSC Lions aus der Schweizer National League A (NLA). Nach elf Spielen in der Schweiz wechselte er zum EC Red Bull Salzburg in die österreichische Erste Bank Eishockey Liga (EBEL), mit dem er im Frühjahr 2008 die Meisterschaft gewann. Die Saison 2008/09 begann der Stürmer bei den Rødovre Mighty Bulls aus der dänischen AL-Bank Ligaen. Gegen Ende der Saison 2008/09 unterschrieb er einen Vertrag bei den Malmö Redhawks aus der zweitklassigen, schwedischen Allsvenskan, der im folgenden Sommer für eine weitere Saison verlängert wurde. Im August 2010 wechselte Donald MacLean zum kroatischen EBEL-Teilnehmer KHL Medveščak Zagreb, wo er zunächst einen Probevertrag erhielt.
Nach der Saison 2010/11 erklärte der 34-Jährige seine Spielerkarriere für beendet und wurde im Juli 2011 in der Position des Assistenztrainers beim KHL Medveščak Zagreb weiterbeschäftigt. Dort war er bis zum Sommer 2014 tätig. Parallel fungierte er ab dem Jahr 2013 für drei Jahre als Trainer der kroatischen Nationalmannschaft. Bei der Weltmeisterschaft 2013 der Division IIA führte er die Kroaten zum Aufstieg in die Division IB, wo im folgenden Jahr als Zweiter der Klassenerhalt gelang. Auf Vereinsebene verbrachte der Kanadier die Saison 2014/15 als Assistenztrainer beim ungarischen Klub Dunaújvárosi Acélbikák in der MOL Liga. Anschließend war er in der Spielzeit 2015/16 in gleicher Funktion in seiner kanadischen Heimat bei den Sault Ste. Marie Greyhounds in der Ontario Hockey League (OHL) tätig.

## Erfolge und Auszeichnungen
| - 1997 Coupe-du-Président-Gewinn mit den Olympiques de Hull - 1997 Memorial-Cup-Gewinn mit den Olympiques de Hull - 2002 Teilnahme am AHL All-Star Classic - 2002 John B. Sollenberger Trophy - 2006 Teilnahme am AHL All-Star Classic - 2006 Willie Marshall Award (gemeinsam mit Denis Hamel) | - 2006 Les Cunningham Award - 2006 AHL First All-Star Team - 2008 Österreichischer Meister mit dem EC Red Bull Salzburg - 2008 Bester Torschütze der EBEL-Playoffs - 2011 Kroatischer Meister mit dem KHL Medveščak Zagreb - 2013 Aufstieg in die Division IB bei der Weltmeisterschaft der Division IIA (als Trainer Kroatiens) |

## Karrierestatistik
(Legende zur Spielerstatistik: Sp oder GP = absolvierte Spiele; T oder G = erzielte Tore; V oder A = erzielte Assists; Pkt oder Pts = erzielte Scorerpunkte; SM oder PIM = erhaltene Strafminuten; +/− = Plus/Minus-Bilanz; PP = erzielte Überzahltore; SH = erzielte Unterzahltore; GW = erzielte Siegtore; 1 Play-downs/Relegation; Kursiv: Statistik nicht vollständig)